# Tbaeng Mean Chey (huyện)
Tbaeng Meanchey  là một huyện (srok) thuộc tỉnh Preah Vihear, phía bắc Campuchia. Theo thống kê năm 1998, dân số toàn huyện là 21.580 người.